# 高知県農業協同組合
高知県農業協同組合（こうちけんのうぎょうきょうどうくみあい、英称：JA Kochi）は、高知県高知市に本所を置く農業協同組合である。通称はJA高知県。

## 概要
2019年（平成31年）1月1日に、高知県内の12の農業協同組合が合併して発足（存続法人はコスモス農業協同組合）。5つの連合会の機能も統合した、販売取扱高で全国2位規模の農協である。管轄エリアは高知県全体に及ぶ。
高知県農業協同組合中央会（JA高知中央会）などは、当初県内単一農協の設立を目指していたが、3つの農協が合流を見送った。単独で改革を進める立場にこだわるJA高知市、ポン酢やユズ飲料などユズ加工品が全国的に知られ、農産物そのものの出荷に頼らない経営を確立している専門農協であるJA馬路村、ミョウガの全国シェアが6割とトップで農産物の出荷額が100億円を超し、巡回営農指導に力を入れるJA土佐くろしおの3農協である。JA高知県は3農協に関しても、早期の合流を呼びかけたいとしている。
JA高知県では県内を7つの地区に分け、地区ごとに地区本部を設置。また、2019年8月には、農協特産センター「とさのさと」を移転・拡張し、全国最大規模の直販所を中核とする複合施設を高知市内に開設し、農協の目玉事業とする方針を表明。2019年9月20日、JA高知県の子会社とさのさと運営の「とさのさとアグリコレット」（高知市）がオープンし、高知市2箇所目の信用事業店舗である「とさのさと支所」も併せて新規設置した。2020年10月1日に主たる事務所（本所）を高知市北御座2番27号から同市五台山5015番地1に移転。
三原村、日高村、北川村、芸西村、大川村など、他の銀行の支店を置かない自治体などを中心に県内一部の町村の指定金融機関となっている。また、南国市指定金融機関も高知県信用農業協同組合連合会から移行されたほか、四万十町からも指定金融機関とされている。

## 合併に参加・協力した組合・連合会
- 土佐あき農業協同組合（JA土佐あき）
- 土佐香美農業協同組合（JA土佐香美）
- 土佐れいほく農業協同組合（JA土佐れいほく）
- 南国市農業協同組合（JA南国市）
- 長岡農業協同組合（JA長岡）
- 十市農業協同組合（JA十市）
- 高知春野農業協同組合（JA高知春野）
- 土佐市農業協同組合（JA土佐市）
- コスモス農業協同組合（JAコスモス）
- 四万十農業協同組合（JA四万十）
- 津野山農業協同組合（JA津野山）
- 高知はた農業協同組合（JA高知はた）
- 高知県園芸農業協同組合連合会（高知県園芸連）
- 高知県農業協同組合中央会（JA高知中央会、法人格は存続）
- 高知県信用農業協同組合連合会（JA高知信連またはJAバンク高知、法人格は存続）
- 全国農業協同組合連合会高知県本部（JA全農こうち）
- 全国共済農業協同組合連合会高知県本部（JA共済連高知）

## 管轄地区・地区本部
- 安芸地区（本部：旧JA土佐あき本所）
  - 管区：旧JA土佐あき、※▼JA馬路村
    - 市町村：室戸市、安芸市、安芸郡東洋町、奈半利町、田野町、安田町、北川村、馬路村、芸西村
- 香美地区（本部：旧土佐香美本所）
  - 管区：旧JA土佐香美
    - 市町村：香南市、香美市
- 土長地区（本部：旧JA南国市本所）
  - 管区：旧JA南国市、旧JA長岡、旧JA十市、旧JA土佐れいほく
    - 市町村：南国市、長岡郡本山町、大豊町、土佐郡土佐町、大川村、吾川郡いの町旧本川村
- 高知地区（JA高知県の本所が所在）
  - 管区：旧JA高知春野、※JA高知市、とさのさと支所
    - 市町村：高知市
- 仁淀川地区（本部：旧JAコスモス本店）
  - 管区：旧JAコスモス、旧JAとさし
    - 市町村：土佐市、吾川郡いの町旧伊野町・旧吾北村、仁淀川町、長岡郡佐川町、越知町、日高村
- 高西地区（本部：旧JA四万十本店）
  - 管区：旧JA四万十、旧JA津野山、※JA土佐くろしお
    - 市町村：須崎市、高岡郡梼原町、津野町、中土佐町、四万十町旧窪川町
- 幡多地区（本部：旧JA高知はた本店）
  - 管区：旧JA高知はた
    - 市町村：宿毛市、土佐清水市、四万十市、高岡郡四万十町旧大正町・旧十和村、幡多郡大月町、三原村、黒潮町

（※印の農協は合併に参加していない。▼印の農協は専門農協（かつ、信用事業を行っていない）。JA高知県は系統上部団体として県内全域を管轄 。とさのさと支所は、合併後の新規開設拠点）

## 事案
- 2021年(令和3年)3月、通常栽培した米を農薬などを減らした「特別栽培」とうたって販売し消費者を誤認させたとして、消費者庁は景品表示法違反（優良誤認）で措置命令を出し、発表した。[9][10]
- 2021年（令和3年）8月2日、当農業共同組合は食品などの不適切な製造・表示をしていた事を発表した。対象商品購入者には全額返金対応を取る[11][12]。